# Super GT 2023
Navigation
Édition précédente Édition suivante
La saison 2023 de Super GT est la trente-et-unième saison du championnat de voitures de tourisme japonais (JGTC) organisé par la Fédération Automobile Japonaise (ja) et aujourd'hui renommé Super GT.

## Calendrier de la saison 2023
| Manche | Course                            | Circuit                         | Localité                  | Dates           |
| ------ | --------------------------------- | ------------------------------- | ------------------------- | --------------- |
| 1      | Okayama GT 300km Race             | Circuit international d'Okayama | Mimasaka-shi, Okayama-ken | 15–16 Avpril    |
| 2      | Fujimaki Group Fuji GT 450km Race | Fuji Speedway                   | Oyama-chō, Shizuoka-ken   | 3–4 Mai         |
| 3      | Suzuka GT 450km Race              | Circuit de Suzuka               | Suzuka-shi, Mie-ken       | 3–4 Juin        |
| 4      | Fuji GT 450km Race                | Fuji Speedway                   | Oyama-chō, Shizuoka-ken   | 5–6 Août        |
| 5      | Suzuka GT 450km Race              | Circuit de Suzuka               | Suzuka-shi, Mie-ken       | 26–27 Août      |
| 6      | Sugo GT 300km Race                | Sportsland SUGO                 | Murata-machi, Miyagi-ken  | 16–17 Septembre |
| 7      | Autopolis GT 450km Race           | Autopolis                       | Hita-shi, Ōita-ken        | 14–15 Octobre   |
| 8      | Motegi GT 300km Race              | Twin Ring Motegi                | Motegi-machi, Tochigi-ken | 24–5 Novembre   |

## Engagés

### GT500
| N°  | Pays | Écurie                         | Voiture               | Moteur                       | Pneus | Pilotes                       | Pilotes                           | Pilotes                |
| --- | ---- | ------------------------------ | --------------------- | ---------------------------- | ----- | ----------------------------- | --------------------------------- | ---------------------- |
| 1   |      | Team Impul                     | Nissan Z GT500        | Nissan NR4S21 2,0 l I4 Turbo | B     | Kazuki Hiramine (en) (Toutes) | Bertrand Baguette (Toutes)        |                        |
| 3   |      | NDDP Racing                    | Nissan Z GT500        | Nissan NR4S21 2,0 l I4 Turbo | M     | Katsumasa Chiyo (en) (Toutes) | Mitsunori Takaboshi (en) (Toutes) |                        |
| 8   |      | ARTA (en)                      | Honda NSX-GT          | Honda HR-420E 2,0 l I4 Turbo | B     | Tomoki Nojiri (Toutes)        | Toshiki Oyu (en) (Toutes)         | Iori Kimura (en) (4)   |
| 14  |      | TGR Team Eneos ROOKIE (en)     | Toyota GR Supra GT500 | Toyota RI4AG 2,0 l I4 Turbo  | B     | Kazuya Oshima (Toutes)        | Kenta Yamashita (Toutes)          |                        |
| 16  |      | ARTA (en)                      | Honda NSX-GT          | Honda HR-420E 2,0 l I4 Turbo | B     | Nirei Fukuzumi (Toutes)       | Hiroki Otsu (en) (Toutes)         |                        |
| 17  |      | Astemo Real Racing (en)        | Honda NSX-GT          | Honda HR-420E 2,0 l I4 Turbo | B     | Koudai Tsukakoshi (Toutes)    | Nobuharu Matsushita (Toutes)      |                        |
| 19  |      | TGR Team WedsSport Bandoh (en) | Toyota GR Supra GT500 | Toyota RI4AG 2,0 l I4 Turbo  | Y     | Yuji Kunimoto (Toutes)        | Sena Sakaguchi (en) (Toutes)      |                        |
| 23  |      | NISMO                          | Nissan Z GT500        | Nissan NR4S21 2,0 l I4 Turbo | M     | Tsugio Matsuda (Toutes)       | Ronnie Quintarelli (Toutes)       |                        |
| 24  |      | Kondo Racing (en)              | Nissan Z GT500        | Nissan NR4S21 2,0 l I4 Turbo | Y     | Daiki Sasaki (en) (Toutes)    | Kohei Hirate (Toutes)             |                        |
| 36  |      | TGR Team au TOM'S              | Toyota GR Supra GT500 | Toyota RI4AG 2,0 l I4 Turbo  | B     | Sho Tsuboi (Toutes)           | Ritomo Miyata (Toutes)            |                        |
| 37  |      | TGR Team Deloitte TOM'S        | Toyota GR Supra GT500 | Toyota RI4AG 2,0 l I4 Turbo  | B     | Ukyo Sasahara (Toutes)        | Giuliano Alesi (Toutes)           |                        |
| 38  |      | TGR Team ZENT Cerumo (en)      | Toyota GR Supra GT500 | Toyota RI4AG 2,0 l I4 Turbo  | B     | Yuji Tachikawa (en) (Toutes)  | Hiroaki Ishiura (Toutes)          |                        |
| 39  |      | TGR Team SARD                  | Toyota GR Supra GT500 | Toyota RI4AG 2,0 l I4 Turbo  | B     | Yuhi Sekiguchi (Toutes)       | Yuichi Nakayama (en) (Toutes)     |                        |
| 67  |      | Modulo Nakajima Racing         | Honda NSX-GT          | Honda HR-420E 2,0 l I4 Turbo | D     | Takuya Izawa (Toutes)         | Kakunoshin Ohta (en) (Toutes)     |                        |
| 100 |      | Team Kunimitsu (en)            | Honda NSX-GT          | Honda HR-420E 2,0 l I4 Turbo | B     | Tadasuke Makino (Toutes)      | Naoki Yamamoto (1-6)              | Iori Kimura (en) (7-8) |

### GT300
| N° | Constructeur | Écurie                       | Voiture              | Moteur                     | Pneus              | Pilotes | Pilotes | Pilotes |
| -- | ------------ | ---------------------------- | -------------------- | -------------------------- | ------------------ | ------- | ------- | ------- |
| 2  | Toyota       | muta Racing INGING           | Toyota GR86 GT300    | Toyota 2UR-GSE 5.4 L V8    | Yuui Tsutsumi      | B       | Toutes  |         |
| 2  | Toyota       | muta Racing INGING           | Toyota GR86 GT300    | Toyota 2UR-GSE 5.4 L V8    | Hibiki Taira       | B       | Toutes  |         |
| 2  | Toyota       | muta Racing INGING           | Toyota GR86 GT300    | Toyota 2UR-GSE 5.4 L V8    | Hiroki Katoh       | B       | 2–5, 7  |         |
| 4  | Mercedes-AMG | Goodsmile Racing & Team UKYO | Mercedes-AMG GT3 Evo | Mercedes-AMG M159 6.2 L V8 | Nobuteru Taniguchi | Y       | Toutes  |         |
| 4  | Mercedes-AMG | Goodsmile Racing & Team UKYO | Mercedes-AMG GT3 Evo | Mercedes-AMG M159 6.2 L V8 | Tatsuya Kataoka    | Y       | Toutes  |         |
| 5  | Toyota       | Team Mach                    | Toyota 86 MC GT300   | GTA V8 4.5 L V8            | Yusuke Tomibayashi | Y       | Toutes  |         |
| 5  | Toyota       | Team Mach                    | Toyota 86 MC GT300   | GTA V8 4.5 L V8            | Takamitsu Matsui   | Y       | Toutes  |         |